# Rezzo (torrente)
Il Rezzo è un torrente della Lombardia, che scorre in provincia di Como.

## Origini del nome e idrografia
Il torrente, il cui nome è riconducibile ai Reti stanziatisi nella zona, nasce in Val Rezzo, nella provincia di Como. 
Dopo aver attraversato la valle di Buggiolo, il torrente forma una piccola cascata sopra alla località Begna di Porlezza, per poi entrare nel piano di Porlezza nella località un tempo nota come "Mulino degli Astrologhi". Il torrente attraversa quindi l'abitato Porlezza, per poi sfociare nella parte di Lago di Lugano situata in territorio italiano.
Il torrente ha ampiezza massima di quattro metri, con profondità non superiore al metro.

## Storia
L'andamento sostanzialmente rettilineo del tratto finale del Rezzo è il risultato di due alluvioni avvenute il 20 agosto e il 20 settembre 1911: fino ad allora, il torrente sfociava più a nord, al termine di un percorso curvo su cui nel 1927 venne costruito l'attuale viale delle Rimembranze.
A Porlezza, dalla fine al XVIII secolo alla fine della prima guerra mondiale, l'alveo del torrente Rezzo fu utilizzato come cava di sabbia e quarzo per la produzione industriale di vetro.